# Syrphus excisus
Syrphus excisus är en tvåvingeart som först beskrevs av Zetterstedt 1849.  Syrphus excisus ingår i släktet solblomflugor, och familjen blomflugor.
Artens utbredningsområde är Sverige. Inga underarter finns listade i Catalogue of Life.